# ماسک گل رز
ماسک گل رز (به انگلیسی: Mask of the Rose) یک رمان تصویری است که توسط فیل‌بتر گیمز ساخته شده‌است و در همان دنیایی است که فالن لندن، سانلس سی، و سانلس اسکایز اتفاق می‌افتد. دارای عناصری از بازی‌های پلیسی و شبیه‌ساز قرار ملاقات است. ماسک گل رز در ژوئن ۲۰۲۳ برای لینوکس، مک‌اواس، نینتندو سوئیچ و ویندوز منتشر شد.

## گیم پلی
در سال ۱۸۶۲، خفاش‌ها باعث شدند لندن به زیر زمین کشیده شود. هیولاهای لاوکرافتی وارد لندن می‌شوند، مردگان برمی‌خیزند و ملکه ویکتوریا از ترک کاخ خود امتناع می‌کند. ماسک گل رز پیش‌درآمدی برای فالن لندن و بازی‌های اسپین آف آن، سانلس سی و سانلس اسکایز است.
این یک رمان تصویری است که می‌توان آن را به صورت اختیاری به عنوان شبیه‌ساز قرار آشنایی بازی کرد. بازیکنان می‌توانند با شخصیت‌های مختلف قرار ملاقات بگذارند یا به عنوان خواستگار با آنها عمل کنند. بازیکنان می‌توانند شخصیت خود را شخصی‌سازی کنند و انتخاب‌هایی که انجام می‌دهند، مانند لباس‌هایی که می‌پوشند، بر نحوه درک شخصیت‌های غیربازیکن از بازیکن، تأثیر می‌گذارد. علاوه بر عناصر دوست‌یابی، بازیکنان می‌توانند یک اتهام نادرست قتل علیه یکی از دوستان خود را بررسی کنند. بازیکنان در طول تحقیقات خود می‌توانند انگیزه‌ها و شواهدی را جمع‌آوری کنند، سپس بر اساس آنها از افراد سؤال کنند. اقدامات بازیکنان زمان را به جلو می‌برد و با تمام شدن زمان بازی به پایان می‌رسد.

## توسعه
فیل‌بتر گیمز در فوریه ۲۰۲۱، ماسک گل رز را تأمین مالی کرد و در همان روز اول به هدف خود رسید. این بازی در موتور یونیتی توسعه یافته‌است، با استفاده از Ink برای گفتگو. فیل‌بتر قبلاً از استوری نکسوز استفاده می‌کرد، یک سیستم گفتگو که خودشان طراحی کردند. برای ماسک گل رز، آنها میان‌افزاری می‌خواستند که برای خطوط کوتاه گفتگو مناسب‌تر باشد. پس از افزودن ویژگی‌های اضافی فیل‌بتر و نیاز به زمان برای آزمایش بیشتر، کارها دو ماه به تعویق افتاد. ماسک گل رز در ۸ ژوئن ۲۰۲۳ منتشر شد.

## بازخورد
اگرچه منتقد راک، پیپر، شتگان از ماسک گل رز لذت می‌برد، اما از عناصر شبیه‌ساز قرار آشنایی ناامید شد و گفت که بیشتر روابط او «کاملاً از بین رفته‌است». پی‌سی گیمر داستان و شخصیت‌ها را تحسین کرد اما گفت که بقیه عناصر بازی «هرگز به‌طور کامل با هم ترکیب نمی‌شود». یوروگیمر آن را «فوق‌العاده جاه طلبانه» خواند و گفت که این می‌تواند علیه آن نیز کار کند، زیرا آنها احساس می‌کردند که بازی به اندازه کافی روشن نمی‌کند که بازیکنان باید چه کاری انجام دهند.